# Max Weißkirchen
Max Weißkirchen (* 18. Oktober 1996 in Bonn) ist ein deutscher Badmintonspieler.

## Karriere
Max Weißkirchen nahm 2013 und 2014 an den Badminton-Juniorenweltmeisterschaften teil. 2014 startete er auch bei den Olympischen Jugend-Sommerspielen und war mit Platz 5 bester europäischer Spieler. Mit dem 1. BC Beuel gewann er 2014 in der Bundesliga Bronze. International siegte er bei den Croatian Juniors, den Portuguese Juniors, den Bulgarian Juniors, den Slovak Juniors und den Belgian Juniors. Bei den Welsh International 2014 belegte er Rang zwei, bei den Norwegian International 2014 Rang drei. 2015 wurde Max Weißkirchen Junioren-Europameister im Mixed und Vizeeuropameister im Herreneinzel in Polen (Lubin). Im Jahr 2018 wurde Max Weißkirchen Deutscher Meister im Herreneinzel. 2019 verteidigte Max Weißkirchen seinen Titel im Herreneinzel und wurde zudem noch Deutscher Meister im Herrendoppel. Dieses Kunststück gelang letztmals einem Spieler vor 32 Jahren.
Im Februar 2020 verteidigte Max Weißkirchen seinen Einzeltitel und wurde zum dritten Mal in Folge deutscher Meister im Einzel. Zudem wurde er Vizemeister im Mixed und holte Bronze im Herrendoppel. Im selben Monat holte sich Weißkirchen den Titel bei den Austrian Open und gewann somit erstmals ein Turnier in der Kategorie "International Challenge". Dadurch schaffte er den Sprung in die Top 100 der Weltrangliste.